# 中古波斯文學
中古波斯文學（波斯語: ادبیات پارسی میانه；Middle Persian literature）是用中古波斯語即伊朗高原西南地區的波斯本土中古伊朗方言撰寫的書面文學作品集。中古波斯語是薩珊王朝時期的主要語言。
薩珊帝國（公元224-654年）的統治者是伊朗高原西南地區的本地人，通過他們的政治以及文化的影響，中古波斯語成為一種主要的語言；因此也被非波斯伊朗人所使用。在公元7世紀阿拉伯人征服薩珊帝國之後不久，中古波斯語開始演變為現代波斯語；不過中古波斯語還是繼續被瑣羅亞斯德教的祭司們用於宗教和世俗的作品裡。這些作品採用源自阿拉米語的巴列維書本，傳統上被稱為"巴列維文學"。最早的瑣羅亞斯德教裡的中古波斯語文本可能是在薩珊王朝晚期（6-7世紀）寫成的，儘管它們代表了早期口頭傳統的編纂。然而，大多數文本，包括禪得註釋以及瑣羅亞斯德教正典的翻譯，可以追溯到9世紀到11世紀，那時中古波斯語早已不再是一種口語，因此它們只是間接地反映了實際中古波斯語的狀況。倖存的中古波斯語手稿通常是14世紀的抄錄副本。
其他較少被證實的中古波斯文學的種類包括"摩尼教中古波斯語"作品集，將中古波斯語使用於大量的摩尼教宗教著作上，包括許多神學文本、講道和讚美詩（3-9 世紀，可能是13世紀）等著作上。甚至更少被證明到的是景教基督徒的中世紀波斯語作品，這可以在巴列維詩篇（7世紀）中得到證實。在中亞的許多地方，包括吐魯番（現今中國），甚至印度南部的一些地方，它們一直使用到第二個千年之初。

## 延伸閱讀
- Avesta-Zoroastrian Archives （页面存档备份，存于）, includes Middle Persian writings in English translation
- Scholar Raham Asha's website （页面存档备份，存于）, includes many texts in original and English translation (some also on the
- parsig.org （页面存档备份，存于）)
- A Large Online Pahlavi Library （页面存档备份，存于）, contains pdfs of many Pahlavi manuscripts in its original script, many with transcriptions and translations.
- Kassock Pahlavi Reproductions （页面存档备份，存于）, a small company that provides many reprints of Pahlavi books and manuscripts.  Kassock also writes guides for students learning Pahlavi for select books.

## 參閱
- 俄國文學

## 外部連結
- "Hymn of the Pearl" （页面存档备份，存于）